# Bambi-Verleihung 1987
Die 39. Bambi-Verleihung fand am 10. Dezember 1987 in der Oberrheinhalle in Offenburg statt.

## Die Verleihung
Die Bambi-Verleihung fand 1987 erstmals in Offenburg, dem Sitz von Burda, statt. Für die an München gewohnte Prominenz organisierte Burda einen Sonderzug von München nach Offenburg, in dem kostenlos Exemplare des Offenburger Tageblatts verteilt wurden und sogar ein Starfriseur zur Verfügung stand.
Das Ehrenbambi ging an Ursula Späth, Gattin des damaligen Baden-Württemberger Ministerpräsidenten Lothar Späth. Sie wurde für ihr Engagement im Verein AMSEL, dessen Schirmherrin sie damals war, geehrt. AMSEL ist der Baden-Württemberger Landesverband der DMSG, die an der Multiplen Sklerose Erkrankte unterstützt. Bei der Gala erhielt AMSEL Spenden in Höhe von etwa einer halben Million Mark.
Erstmals bei Bambi-Verleihungen gab es einen Jubiläums-Bambi genannten Abschnitt. Für jedes Jahrzehnt der Bambigeschichte wurden zwei Stars ausgewählt, die jeweils von Désirée Nosbusch ein Bambi überreicht bekamen. Für die 1940er Jahre waren dies Marika Rökk und Johannes Heesters, für die 1950er Jahre Maria Schell und O. W. Fischer, für die 1960er Jahre Gina Lollobrigida und Pierre Brice und für die 1970er Jahre Mireille Mathieu und Peter Alexander. Für die 1980er Jahre wählte man mit Charlene Tilton und Patrick Duffy zwei Schauspieler aus der Serie Dallas, für die auch der Produzent Leonard Katzman ausgezeichnet wurde.

## Preisträger
Aufbauend auf die Bambidatenbank.

### Leserbambi
- Carolin Reiber
- Thomas Gottschalk

### Ehrenbambi
Ursula Späth für ihr Engagement in AMSEL, dem Landesverband der Deutschen Multiple Sklerose Gesellschaft in Baden-Württemberg

### Film International
Alain Delon

### Film National
Horst Wendlandt

### Jubiläumsbambi

#### 1940er Jahre
- Marika Rökk
- Johannes Heesters

#### 1950er Jahre
- Maria Schell
- O. W. Fischer

#### 1960er Jahre
- Gina Lollobrigida
- Pierre Brice

#### 1970er Jahre
- Mireille Mathieu
- Peter Alexander

#### 1980er Jahre
- Charlene Tilton
- Patrick Duffy
- Leonard Katzman für Dallas

### Klassik
Anne-Sophie Mutter

### Lifetime
Andrew Lloyd Webber

### Pop
Harold Faltermeyer

### Shooting Star
Ute Lemper

### Sport
- Bernhard Langer
- Steffi Graf

### Fernsehen National
Helmut Dietl, Helmut Fischer und Ruth Maria Kubitschek

### Fernsehen International
Giuliana De Sio

### Fernsehstar männlich
Jan Niklas